# ミランダ州
ミランダ州（ミランダしゅう、Estado Miranda）は、ベネズエラ・ボリバル共和国の州で、同国中北部に位置する。州都はグアイカイプロ市のロス・テケス。州の名は南米独立の先駆者フランシスコ・デ・ミランダにちなむ。ベネズエラの首都カラカスの東部はこの州に属し、その周囲もカラカスの郊外で、自家用車とバスによる通勤圏として人口が増加している。南部のトゥイ盆地、東部のバルロベント平野は農業地帯である。ベネズエラの州としては面積が狭いが、人口では同国の一割以上を占める。面積7950km2、2019年の人口は329万2700人。

## 地理
東西に長いミランダ州は、おおよそトゥイ川流域に一致する。トゥイ川は西から入って州の南側を通り、東でカリブ海に注ぐ。その海岸沿いにバルロベント平野が広がる。北にはカリベ山脈（コスタ山脈とも呼ぶ）を隔ててバルガス州と隣りあい、南のグアリコ州とはインテリオル山地で隔てられる。州の中央にも西から丘陵が分け入っている。西にはトゥイ川上流の山地で、アラグア州と接する。東は海岸でアンソアテギ州に接する。首都地区を除く北ではコスタ山脈でバルガス州と接する。北西部が首都地区と隣り合うが、境界はカラカス盆地の中央に引かれており、人口分布上も首都と一体になっている。地勢的には首都地区はミランダ州の一部であり、歴史的にも首都地区とミランダ州は一つの州の分割で成立したものである。
州には、西部高地のロスアルトス（高地）、中部のトゥイ盆地、東部のバルロベントの三つの地方がある。カラカスに接する地域はこの三つに含まれず、地方名はない。

### 隣接する州
- バルガス州、首都地区、アラグア州、グアリコ州、アンソアテギ州

## 政治
知事：エクトル・ロドリゲス・カストロ（2017年10月18日就任）
2001年から2004年までの州知事は、エンリケ・メンドサであった。メンドサは2003年からウゴ・チャベス大統領に対抗する野党政治家としてもっとも人気が高かったが、2004年10月の地方選挙で与党のディオスダド・カベジョに敗れた。
エンリケ・カプリレス・ラドンスキーは2008年11月よりミランダ州知事。

## 構成する市町村と庁舎所在地
21市53区。
- アセベド市 - カウカグア
- アンドレスベジョ市 - サン・ホセ・デ・バルロベント
- インデペンデンシア市 - サンタテレサ
- ウルダネタ市 - クア
- エルアティジョ市 - エルアティジョ
- カリサル市 - カリサル
- グアイカイプロ市 - ロス・テケス
- クリストバルロハス市 - チャラジャベ
- サモラ市 - グアティレ
- シモンボリバル市 - サンフランシスコデヤレ
- スクレ市 - ペタレ
- チャカオ市 - チャカオ
- パエス市 - リオチコ
- パスカスティジョ市 - サンタルシア
- バルタ市 - バルタ
- プラサ市 - グアレナス
- ブリオン市 - イゲローテ
- ブロス市 - マンポラル
- ペドログアル市 - クピラ
- ランデル市 - オクマレデトゥイ
- ロスサリアス市 - サンアントニオデロスアルトス